# د هیومنز (گروه موسیقی)
د هیومنز (به انگلیسی: The Humans) گروه موسیقی رومانیایی است.
آن ها نماینده رومانی در مسابقه یوروویژن ۲۰۱۸ بودند.